# Wolfgang Kayser
Wolfgang Kayser (ur. 24 grudnia 1906 w Berlinie, zm. 23 stycznia 1960 w Getyndze) – niemiecki germanista.

## Życiorys
Studiował w Berlinie, uzyskał doktorat w 1932, a habilitację w 1935 pisząc o historii ballady niemieckiej. W latach 1938-1941 był privatdozentem filologii niemieckiej na Uniwersytecie w Lipsku. W 1941 został profesorem Uniwersytetu w Lizbonie. Wrócił do Niemiec w 1950. Objął wówczas katedrę literatury niemieckiej na Uniwersytecie w Getyndze. W 1948 wydał podręcznik akademicki Das sprachliche Kunstwerk. Jego treść przyczyniła się do spopularyzowania poglądu, w myśl którego zadaniem badań literackich winna być interpretacja utworów literackich jako autonomicznych struktur językowych o celach artystycznych.

## Publikacje
Najważniejsze publikacje:
- Geschichte der deutschen Ballade (1936),
- Kleine deutsche Versschule (1945),
- Das sprachliche Kunstwerk (1948),
- Das Groteske (1957),
- Die Vortragreise (1958),
- Die Wahrheit der Dichter (1959)[1].